# Zamarada canina
Zamarada canina är en fjärilsart som beskrevs av Claude Herbulot 1983. Zamarada canina ingår i släktet Zamarada och familjen mätare. Inga underarter finns listade i Catalogue of Life.